# Marmalade Boy Little
Marmalade Boy Little (ママレード・ボーイ little, Mamarēdo Bōi Ritoru) é uma série de mangá criada por Wataru Yoshizumi. Começou a ser publicado no Japão na revista Cocohana pela editora Shueisha entre 25 de novembro de 2013. O mangá é uma continuação da série anterior Marmalade Boy.
O mangá foi anunciado pela primeira vez na edição de maio de 2013 da revista Cocohana. O mangá narra as aventuras dos irmãos novos de Yuu Matsuura e Miki Koishikawa.

## Capítulos
| N.º | Data de lançamento japonês | ISBN japonês      |
| --- | -------------------------- | ----------------- |
| 1   | 25 de novembro de 2011     | 978-4-08-845136-7 |
| 2   | 23 de maio de 2014         | 978-4-08-845219-7 |
| 3   | 25 de fevereiro de 2015    | 978-4-08-845354-5 |